# 卡伦山

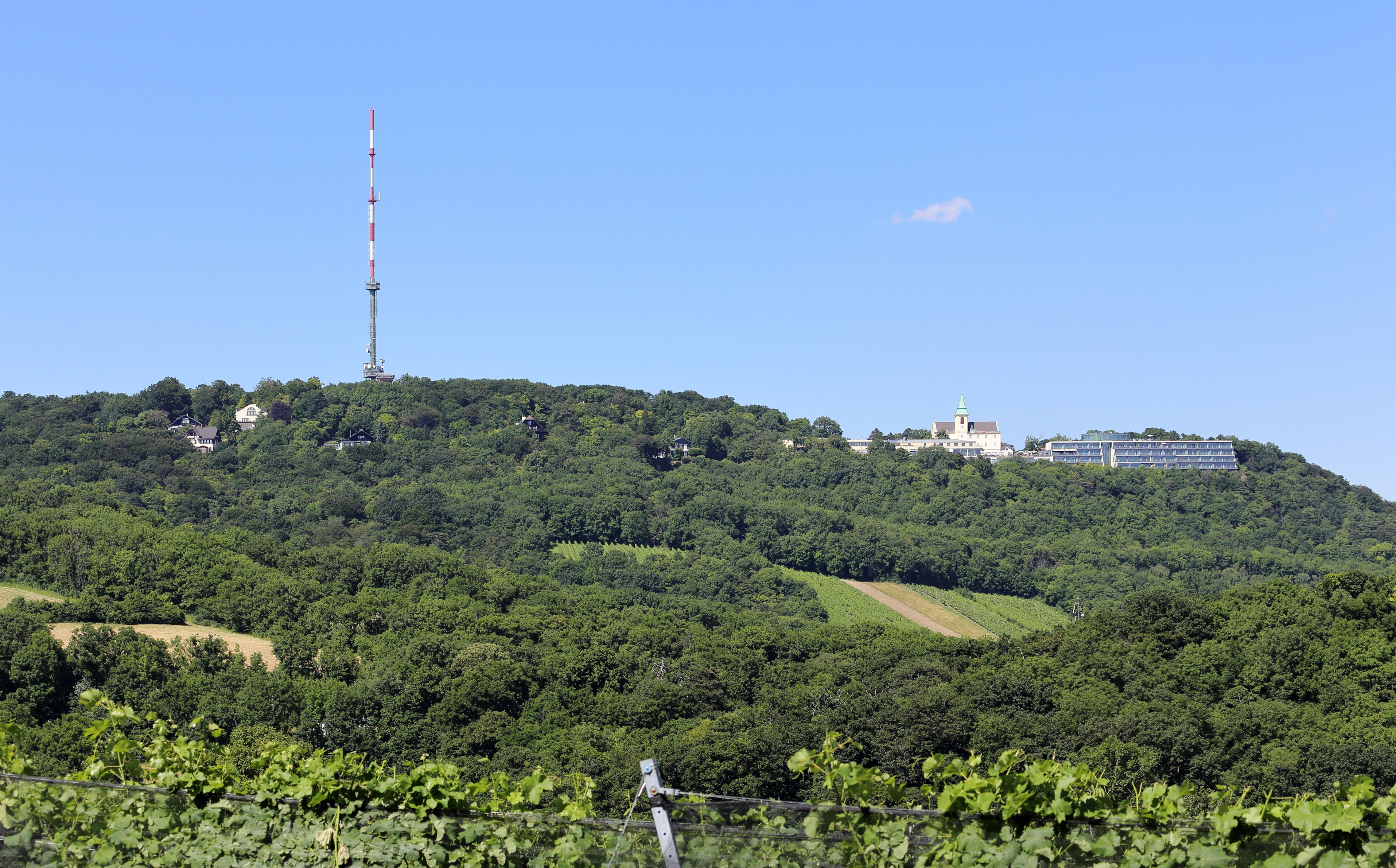

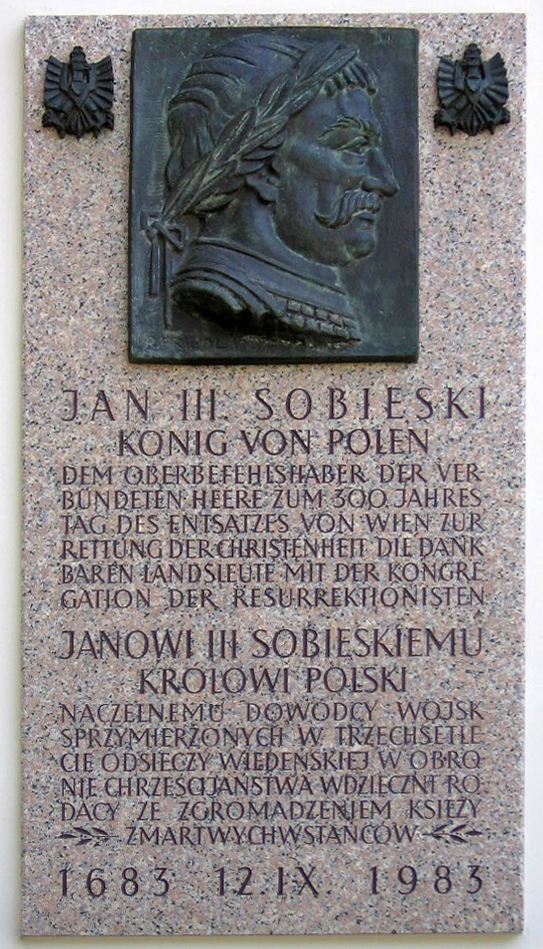

卡伦山（Kahlenberg）是奥地利维也纳的一座山丘，海拔484米，位于德布灵区（第19区）。
卡伦山位于维也纳森林，是维也纳人欢迎的休闲区之一，在山顶观景台可远眺全市乃至下奥地利州部分地区的景色，旁边是奥地利广播公司165米高的铁塔。

## 历史
1683年维也纳之战中，波兰国王约翰三世在此击败土耳其军队。
1920年前后，爱因斯坦、纽拉特等一批数学家和物理学家在此山制定计划，推动統一科學運動。

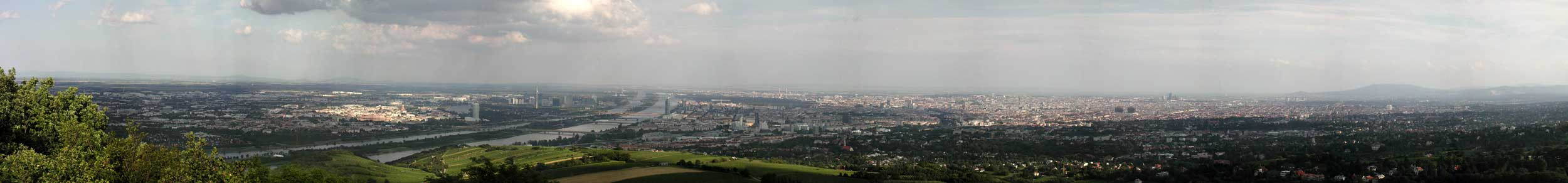

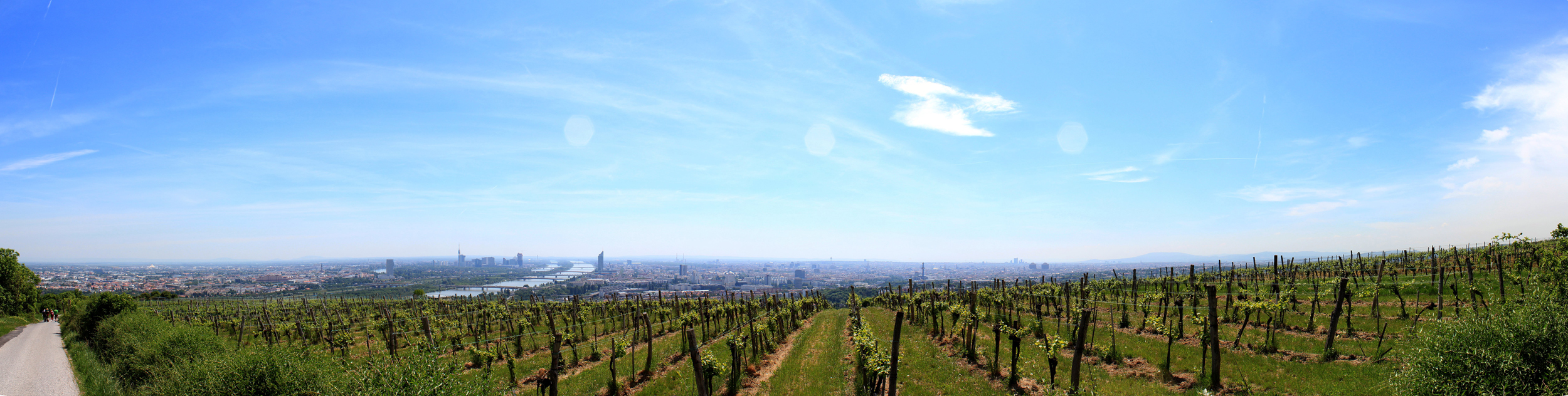